# Labeo
A Labeo  a csontos halak (Osteichthyes) főosztályának sugarasúszójú halak (Actinopterygii)  osztályába, a pontyalakúak (Cypriniformes) rendjébe, a pontyfélék (Cyprinidae) családjába, és az Labeoninae alcsaládjába tartozó nem.

## Rendszerezés
A nemhez az alábbi fajok tartoznak.
- Labeo niloticus (Forskal, 1775)
- Labeo ariza (Hamilton, 1807)
- Labeo pangusia (Hamilton, 1822)
- Labeo pierrei (Sauvage, 1880)
- Labeo pietschmanni (Machan, 1930)
- Labeo porcellus (Heckel, 1844) syn: Labeo lankae
- Labeo potail (Sykes, 1839)
- Labeo reynauldi (Cuvier & Valenciennes, 1842)
- Labeo ricnorhynchus (McClelland, 1839)
- Labeo rohita (Hamilton, 1822)
- Labeo rosae (Steindachner, 1894)
- Labeo senegalensis (Cuvier & Valenciennes, 1842)
- Labeo stolizkae (Steindachner, 1870)
- Labeo tincoides (Cuvier & Valenciennes, 1842)
- Labeo umbratus (Smith, 1841)
- Labeo altivelis (Peters, 1852)
- Labeo angra (Hamilton, 1822)
- Labeo boga (Hamilton, 1822)
- Labeo boggut (Sykes, 1839)
- Labeo bottegi (Vinciguerra, 1897)
- Labeo brachypoma (Günther, 1868)
- Labeo caeruleus (Day, 1877)
- Labeo calbasu (Hamilton, 1822)
- Labeo capensis (Smith, 1841)
- Labeo chrysophekadion (Bleeker, 1850)
- Labeo congoro (Peters, 1868)
- Labeo coubie (Rüppell, 1832)
- Labeo curchius (Hamilton, 1822)
- Labeo cyclorhynchus (Boulenger, 1899)
- Labeo cylindricus (Peters, 1868)
- Labeo diplostoma (Heckel, 1838)
- Labeo dussumieri (Cuvier & Valenciennes, 1842)
- Labeo dyocheilus (McClelland, 1839)
- Labeo erythropterus (Cuvier & Valenciennes, 1842)
- Labeo fimbriatus (Cuvier & Valenciennes, 1842)
- Labeo forskalii (Rüppell, 1836)
- Labeo gonius (Hamilton, 1822)
- Labeo gregorii (Günther, 1894)
- Labeo horie (Heckel, 1849)
- Labeo kawrus (Sykes, 1839)
- Labeo kontius (Jerdon, 1849)
- Labeo leiorhynchus (Bleeker, 1850)
- Labeo lineata (Cuvier & Valenciennes, 1842)
- Labeo lineatus (Boulenger, 1898)
- Labeo longipinnis (Boulenger, 1898)
- Labeo macrostoma (Boulenger, 1898)
- Labeo mesops (Günther, 1868)
- Labeo microphthalmus (Day, 1877)
- Labeo nandina (Hamilton, 1822)
- Labeo nasus (Boulenger, 1899)
- Labeo nigripinnis (Day, 1877)
- Labeo bata (Hamilton, 1822)
- Labeo artedii (Bleeker, 1851)
- Labeo barbatulus (Sauvage, 1878)
- Labeo barbatus (Boulenger, 1898)
- Labeo annectens (Boulenger, 1903)
- Labeo ansorgii (Boulenger, 1907)
- Labeo baldasseronii (Di Caporiacco, 1948)
- Labeo batesii (Boulenger, 1911)
- Labeo boulengeri (Vinciguerra, 1913)
- Labeo carnigliae (Zolezzi, 1939)
- Labeo brunellii (Parenzan, 1939)
- Labeo curriei (Fowler, 1919)
- Labeo cyclopinnis (Nichols & Griscom, 1917)
- Labeo degeni (Boulenger, 1920)
- Labeo dhonti (Boulenger, 1920)
- Labeo falcipinnis (Boulenger, 1903)
- Labeo festai (Tortonese, 1939)
- Labeo fisheri (Jordan & Starks, 1917)
- Labeo fuelleborni (Hilgendorf & Pappenhein, 1903)
- Labeo gedrosicus (Zugmayer, 1912)
- Labeo greenii (Boulenger, 1902)
- Labeo hornii (Steindachner, 1909)
- Labeo indramontri (Smith, 1945)
- Labeo kibimbi (Poll, 1949)
- Labeo kirkii (Boulenger, 1903)
- Labeo lukulae (Boulenger, 1902)
- Labeo luluae (Fowler, 1930)
- Labeo lunatus (Jubb, 1963)
- Labeo macmahoni (Zugmayer, 1912)
- Labeo mokotoensis (Poll, 1939)
- Labeo molybdinus (du Plessis, 1963)
- Labeo moszkowskii (Ahl, 1922)
- Labeo nigricans (Boulenger, 1911)
- Labeo alluaudi (Pellegrin, 1933)
- Labeo nunensis (Pellegrin, 1929)
- Labeo parvus (Boulenger, 1902)
- Labeo pellegrini (Zolezzi, 1939)
- Labeo percivali (Boulenger, 1912)
- Labeo quadribarbis (Poll & Gosse, 1963)
- Labeo rajasthanicus (Datta & Majumdar, 1970)
- Labeo rocadasi (Boulenger, 1910)
- Labeo rouaneti (Daget, 1962)
- Labeo rubromaculatus (Gilchrist & Thompson, 1913)
- Labeo ruddi (Boulenger, 1907)
- Labeo seeberi (Gilchrist & Thompson, 1911)
- Labeo shoemakeri (Ladiges, 1964)
- Labeo simpsoni (Ricardo-Bertram, 1943)
- Labeo sorex (Nichols & Griscom, 1917)
- Labeo victorianus (Boulenger, 1901)
- Labeo weeksii (Boulenger, 1909)
- Labeo yunnanensis (Chaudhuri, 1911)
- Labeo trigliceps (Pellegrin, 1926)
- Labeo werneri (Lohberger, 1929)
- Labeo tongaensis (Rendahl, 1935)
- Labeo udaipurensis (Tilak, 1968)
- Labeo worthingtoni (Fowler, 1958)
- Labeo roseopunctatus (Paugy, Guégan & Agnese, 1990)
- Labeo maleboensis (Tshibwabwa, 1997)
- Labeo lualabaensis (Tshibwabwa, 1997)
- Labeo polli (Tshibwabwa, 1997)
- Labeo rectipinnis (Tshibwabwa, 1997)
- Labeo reidi (Tshibwabwa, 1997)
- Labeo sanagaensis (Tshibwabwa, 1997)
- Labeo alticentralis (Tshibwabwa, 1997)
- Labeo fulakariensis (Tshibwabwa, Stiassny & Schelly, 2006)
- Labeo meroensis (Moritz, 2007)